# Milovan Mirosevic
Milovan Petar Mirosevic Albornoz (Santiago de Chile, 20 de junho de 1980), conhecido por Milovan Mirosevic, é um jogador chileno de futebol, de origem croata. Atua como meia, atualmente está no Universidad Católica. Entre 2001 e 2007 e em 2011 jogou 25 vezes pela Seleção Chilena.
Mirosevic começou a sua carreira profissional em 1997 no Universidad Católica na primeira divisão chilena. Em 2000 foi selecionado pelo time ideal do ano.
Nos Jogos Olímpicos de 2000 em Sydney fez parte da seleção chilena sub-23 que ganhou a medalha de bronze, más Mirosevic não foi usado em partidas. Em 2004 participou com a seleção na Copa América onde Chile foi eliminado na fase de grupos.
A sua carreira com clubes é destacado por dois campeonatos chilenos com Universidad Católica em os anos 2001 e 2010 e uma copa chilena em 2011. Com o Beitar Jerusalem ganhou o campeonato de Israel de 2007.

## Êxitos
- Campeonato de Chile: 2001 (Apertura), 2010
- Copa de Chile: 2011
- Campeonato de Israel: 2007
- Medalha de Bronze nos Juegos Olimpicos de 2000
- Melhor Volante da Liga Chilena: 2009
- Artilheiro da Liga Chilena: 2010 (19 gols)